# Xenagama
Xenagama is een geslacht van hagedissen uit de familie agamen (Agamidae). 

## Naam en indeling
De wetenschappelijke naam van de groep werd voor het eerst voorgesteld door George Albert Boulenger in 1895. Er zijn vier soorten, inclusief de pas in 2013 voor het eerst wetenschappelijk beschreven soort Xenagama wilmsi. 
De soortaanduiding Xenagama betekent vrij vertaald 'vreemde agame'.

## Verspreiding en habitat
Alle soorten komen voor in delen van oostelijk Afrika en leven in de landen Somalië en Ethiopië. De habitat bestaat uit droge, zanderige streken. 

## Uiterlijke kenmerken
Alle soorten worden gekenmerkt door een zeer korte staart die enigszins schijfvormig is. Ze zijn hieraan makkelijk van alle andere agamen te herkennen. 

## Soorten
Het geslacht omvat de volgende soorten, met de auteur en het verspreidingsgebied.
| Naam                 | Auteur                       | Verspreidingsgebied           |
| -------------------- | ---------------------------- | ----------------------------- |
| Xenagama batillifera | Vaillant, 1882               | Somalië, mogelijk in Ethiopië |
| Xenagama taylori     | Parker, 1935                 | Somalië, Ethiopië             |
| Xenagama wilmsi      | Wagner, Mazuch & Bauer, 2013 | Ethiopië                      |
| Xenagama zonura      | Boulenger, 1895              | Ethiopië                      |